# Ouder-Amstel
Ouder-Amstel est une commune néerlandaise située en province de Hollande-Septentrionale. Elle comprend le village de Duivendrecht, une partie du village d'Ouderkerk-sur-l'Amstel et le hameau de Waver, couvrant une surface de 25,78 km2 dont 1,7 km2 d'eau. En 2021, la commune compte 14 127 habitants.

## Géographie

### Situation
Ouder-Amstel est située immédiatement au sud d'Amsterdam, sur la rive droite de l'Amstel, dont elle tire son nom. Elle est également bordée au nord-est par Diemen, à l'est par une exclave de la commune d'Amsterdam, le stadsdeel de Zuidoost, au sud par De Ronde Venen (commune de la province d'Utrecht) et à l'ouest par Amstelveen (commune avec laquelle elle se partage le village d'Ouderkerk-sur-l'Amstel). Elle fait partie de la Stadsregio Amsterdam.

### Transport
La commune est desservie par les autoroutes A2, A9 et A10 (périphérique amstellodamois), ainsi que par la gare de Duivendrecht, située sur les lignes de Weesp à Leyde et d'Amsterdam à Emmerich am Rhein (Allemagne) via Utrecht et Arnhem.

## Galerie

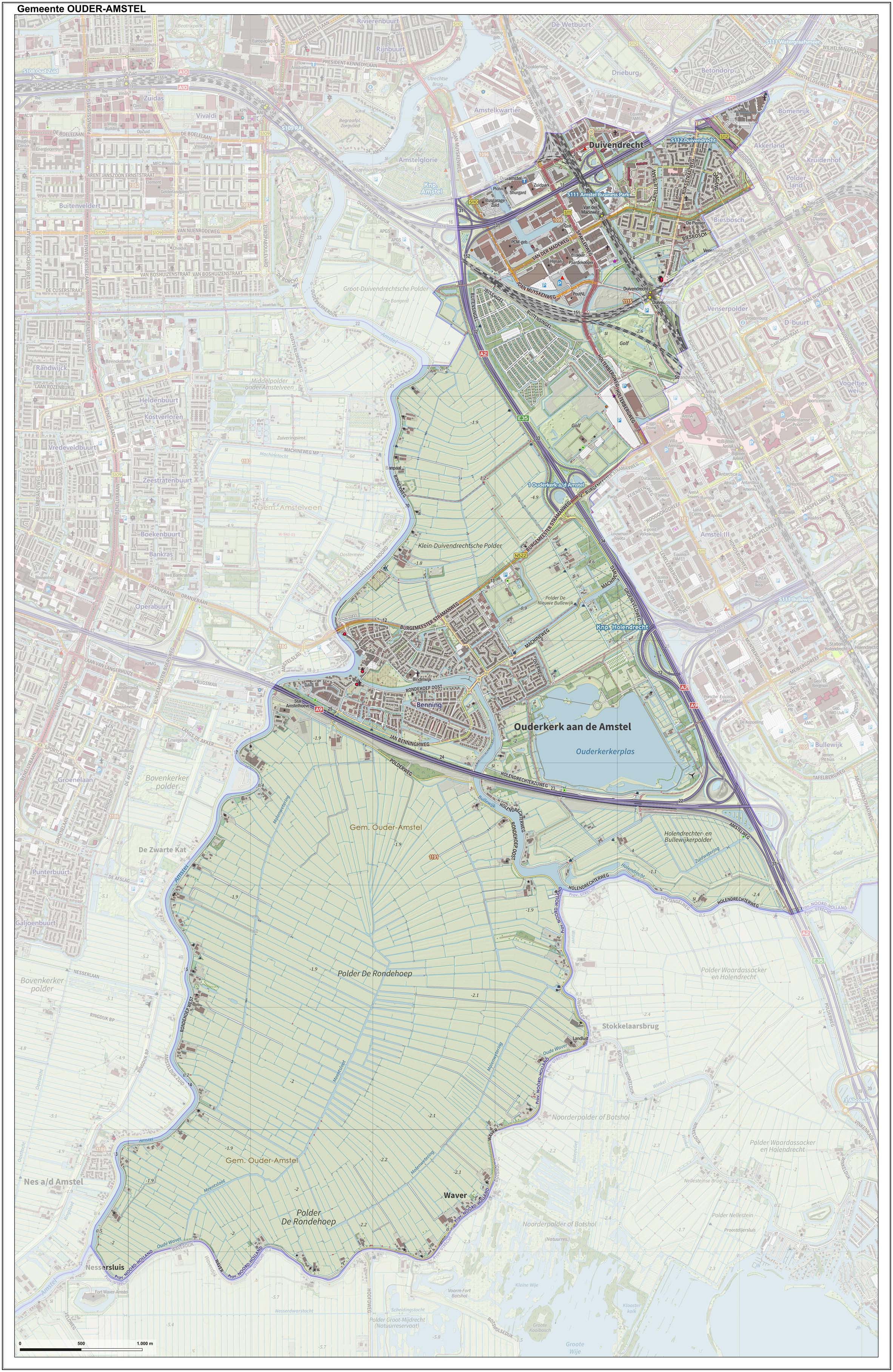
Carte topographique de la commune (2020).
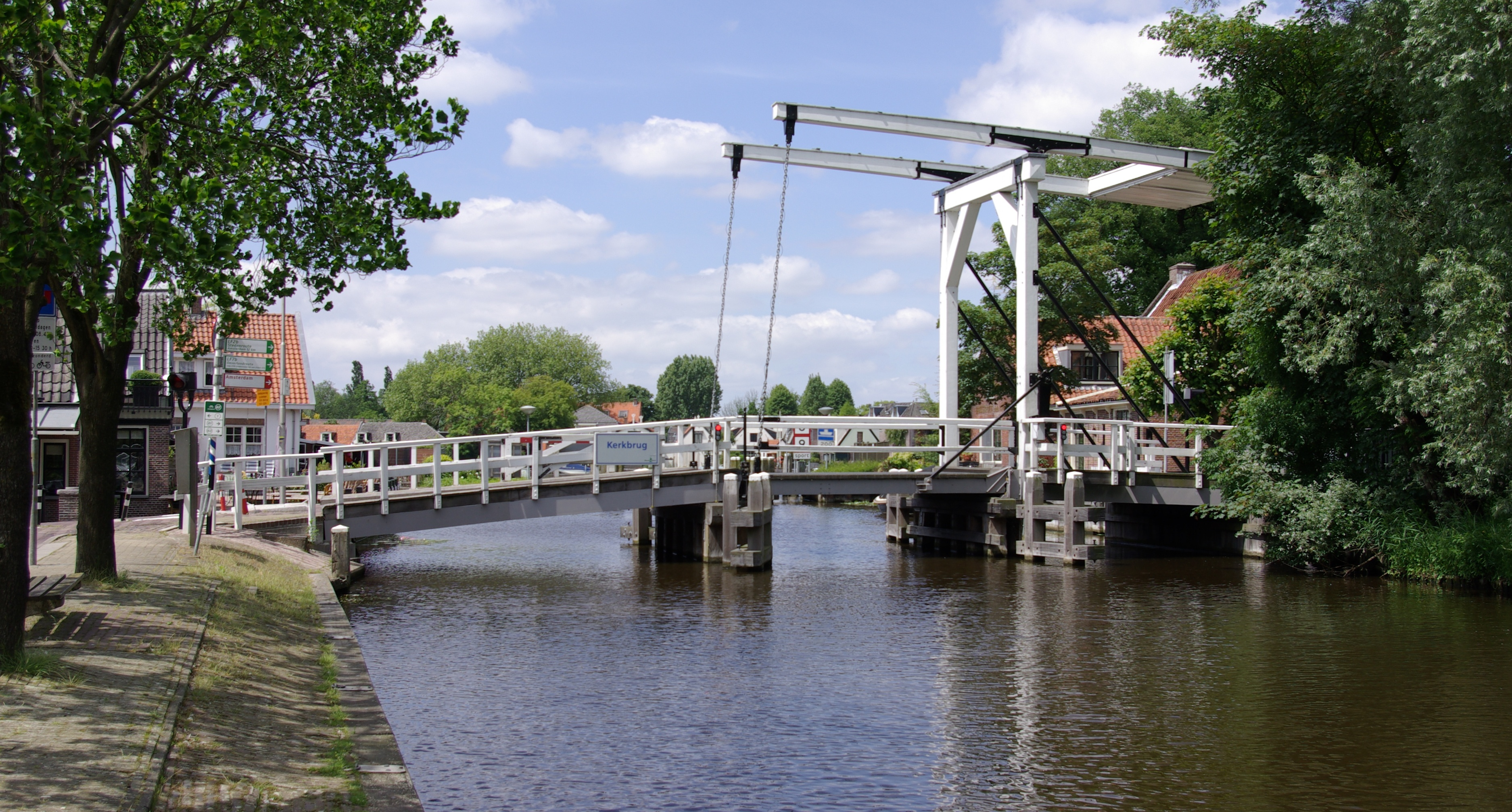
Le Kerkbrug traversant le Bullewijk à Ouderkerk-sur-l'Amstel.
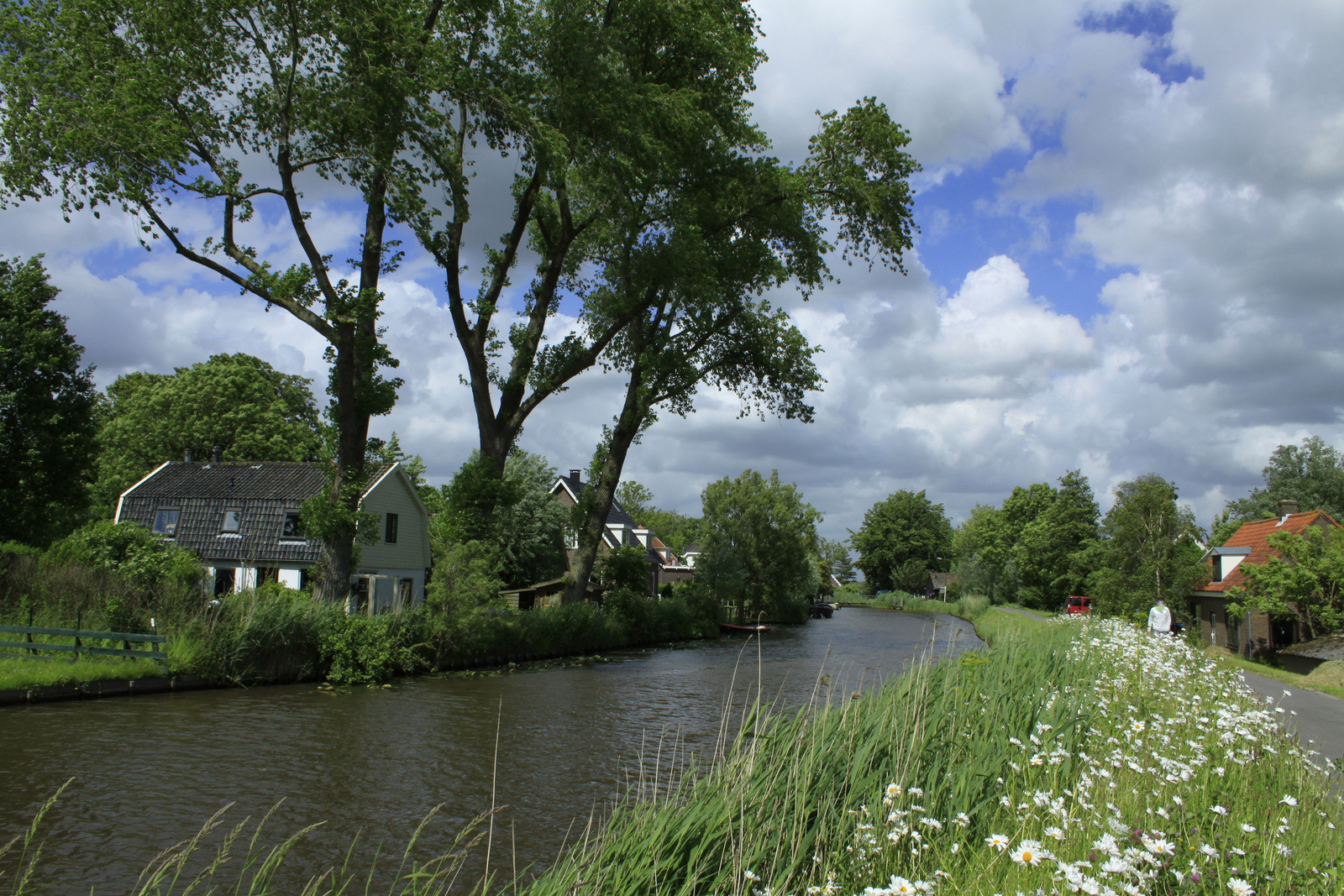
Le hameau de Waver sur l'Oude Waver, marquant la limite avec De Ronde Venen.
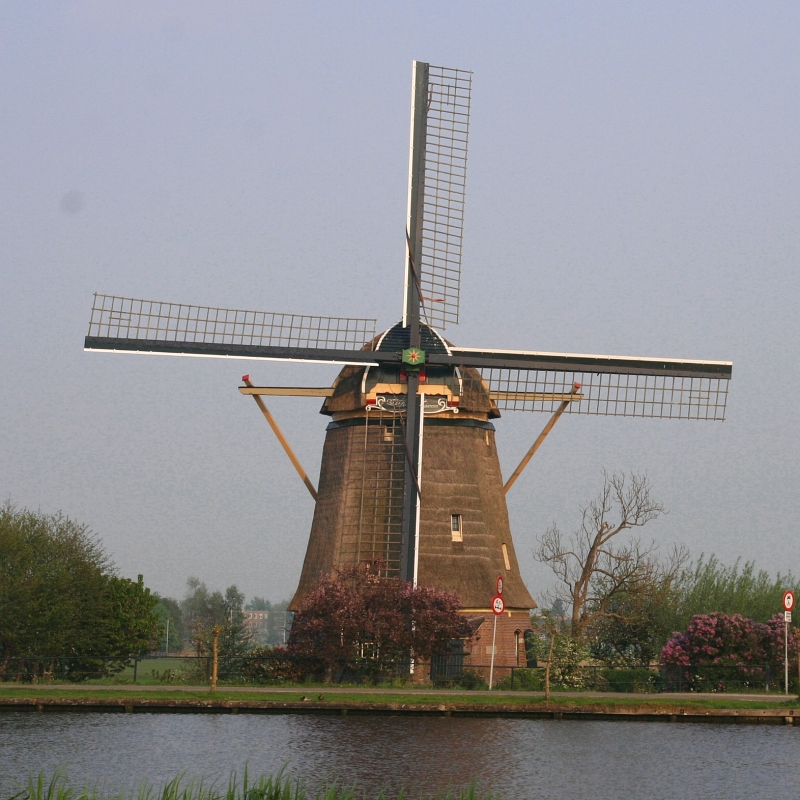
Le moulin De Zwaan d'Ouderkerk-sur-l'Amstel.